# Норрландский драгунский полк
Норрландский драгунский полк (швед. Norrlands dragonregemente), также K 4 — подразделение шведской армии, специализирующееся на действиях в арктических условиях и специальных операциях. Расположен в провинции Лапландия. Исторически это была кавалерийская часть, сформированная в XVII веке.

## История
Полк происходит от Ангерманландского, Медельпадского и Ямтландского полков, сформированных в 1646 году. С 1689 года полк назывался Jämtlands dragonregemente и состоял из одной роты кавалерии. Эта рота была полуотдельной и носила название Jämtlands kavallerikompani. В 1802 году рота была переименована в Jämtlands hästjägarskvadron, а после получения нового эскадрона была преобразована в батальон; в 1834 году переименована в Jämtlands hästjägarkår.
В 1853 году часть получила статус отдельной единицы и обозначение К 8 (8-й кавалерийский полк). В 1892 году полк был переименован в Норрландский драгунский полк, а после объединения с частями гусарского полка наследного принца в 1927 году был переименован в K 4, но сохранил свое название до того, как был преобразован в батальон и переименован в Норрландские драгуны в 1958 году. В 1980 году полку было возвращено прежнее название.
31 декабря 2004 года полк был расформирован. Однако учебный батальон полка остался в основной структуре шведских вооруженных сил и был помещён в полк Норрботтен в качестве батальона армейских рейнджеров (AJB) с постоянной базой в Арвидсъяуре.
24 сентября 2021 года полк был восстановлен. На церемонии присутствовали король Швеции Карл XVI Густав, премьер-министр Стефан Лёвен и Верховный главнокомандующий шведскими вооруженными силами генерал Микаэль Байден.
В декабре 2021 года министр обороны Великобритании Бен Уоллес во время визита в Швецию, заявил, что британским солдатам надо учиться действовать в Арктике на случай противостояния с Россией. Выступая в Лапландии, где недавно был возрожден драгунский полк, министр сказал:
Нам нужно учиться и быть готовыми к быстрому развертыванию на Крайнем Севере в случае, если нам придется поддерживать наших союзников. Здешние условия уникальны, выживание на морозе — это совсем другая штука, нежели выживание на солсберийской равнине.
По сведениям британской газеты The Times, Уоллес хочет создать подразделение, которое училось бы у шведов, как действовать на севере. Он пообещал в следующем году обнародовать «арктическую стратегию» британских вооруженных сил.

## Все названия, обозначения и гарнизоны
| На шведском                      | Перевод на русский                       | Образован            | Расформирован           |
| -------------------------------- | ---------------------------------------- | -------------------- | ----------------------- |
| Kungl. Norrlands dragonregemente | Королевский Норрландский драгунский полк | 1 января 1893        | 30 июня 1958            |
| Kungl. Norrlands dragoner        | Королевские Норрландские драгуны         | 1 июля 1958          | 31 декабря 1974         |
| Norrlands dragoner               | Норрландские драгуны                     | 1 января 1975        | 31 марта 1980           |
| Norrlands dragonregemente        | Норрландский драгунский полк             | 1 апреля 1980        | 31 декабря 2004         |
| Avvecklingsorganisation          | Организация по расформированию           | 1 января 2005        | 30 июня 2006            |
| Norrlands dragonregemente        | Норрландский драгунский полк             | 24 сентября 2021     |                         |
| Обозначения                      |                                          | Начало использования | Окончание использования |
| № 8                              |                                          | 30 июля 1834         | 30 сентября 1914        |
| K 8                              |                                          | 1 октября 1914       | 31 декабря 1927         |
| K 4                              |                                          | 1 января 1928        | 31 декабря 2004         |
| K 4                              |                                          | 24 сентября 2021     |                         |
| Гарнизон                         |                                          | Начало службы        | Окончание службы        |
| Лагерь Фрёзён                    |                                          | 1 января 1893        | 12 октября 1900         |
| Гарнизон Умео                    |                                          | 13 октября 1900      | 31 марта 1980           |
| Арвидсъяур                       |                                          | 1 апреля 1980        | 31 декабря 2004         |
| Арвидсъяур                       |                                          | 24 сентября 2021     |                         |

## Комментарии
1. ↑  Марш написан в 1901 году, официально утверждён в 1953 году приказом по армии № 33/1953[1].